# Paul Rademacher (Grafiker)
Paul Rademacher (* 3. August 1901 in Hannover; † 1989) war ein deutscher Gebrauchsgrafiker und Maler.
Rademacher schuf Werbegrafiken zu Objekten wie Kameras, Autoreifen, Spanplatten, Pelzen, Bier, Zigaretten, Werkzeugmaschinen und Schuhen. In ganz Deutschland wurden seine Arbeiten an Plakatwänden, Litfaßsäulen, Bussen und Straßenbahnen wahrgenommen. Der Künstler entwarf Grafiken für den Zoo, für Pferderennen oder Kunstausstellungen und erhielt Aufträge, um Gefahren im Straßenverkehr plakativ hervorzuheben.

## Leben und Wirken

Der nach Entwurf von Paul Rademacher von 1947 stilisierte Hermeskopf der Hannover-Messe

Geboren zur Zeit des Deutschen Kaiserreichs, arbeitete Paul Rademacher in den frühen 1920er Jahren als Werbeleiter bei den Wülfeler Eisenwerken, bevor er sich anschließend selbständig machte. Seit 1927 war er dann als Maler und Grafiker in Hannover tätig. Hier arbeitete er als Werbegrafiker unter anderem für die Continental AG.
Daneben war er in der Kunstgewerbeschule Hannover tätig.
Nach den Luftangriffen auf Hannover im Zweiten Weltkrieg fertigte Rademacher Skizzen von Ruinen an. 1947 schuf er, quasi über Nacht, für die Exportmesse den Hermeskopf, das Signet und das Wahrzeichen der heutigen Hannover Messe. Er erhielt dafür 1600 Reichsmark, damals der Gegenwert von „3 Pfund Butter auf dem Schwarzmarkt“.
Rademacher war Vorstandsmitglied im Bund Deutscher Gebrauchsgraphiker. Ende der 1960er Jahre wohnte er in der Beethovenstraße 8 im hannoverschen Stadtteil Linden-Mitte.

## Auszeichnungen
Rademacher wurde in mehreren Wettbewerben mit einem 1. Preis ausgezeichnet.

## Medienecho (Auswahl)
- Thomas Christes: 3. August 1947: Paul Rademacher entwirft das Messe-Symbol Hermeskopf, Audio-Mitschnitt (etwa 2,5 Minuten) in der Sendung NDR 1 Niedersachsen [o. D.]; online zuletzt abgerufen am 30. Oktober 2014